# Lycée professionnel Albert-Bayet
Pour les articles homonymes, voir Albert Bayet et Bayet (homonymie).
Le lycée professionnel Albert-Bayet est un lycée professionnel qui offre des formations en industries graphiques, en automobile, en logistique et en restauration.
Situé en Indre-et-Loire, à Tours, c'est l'un des principaux établissements qui préparent à ce type de formation.

## Composantes du lycée
Cet établissement est constitué de trois entités complémentaires :
- un lycée professionnel spécialisé dans quatre secteurs : l’automobile, la restauration, les industries graphiques, la logistique ;
- un centre de formation d’apprentis (CARTIF) spécialisé dans les techniques d’impression et de finition ;
- un centre de formation continue d’adultes (GRETA) qui organise de nombreux modules de formation pour les salariés d’entreprises et les particuliers.

## Histoire
L'établissement date de la Seconde Guerre mondiale : il a été créé en 1941 comme centre de jeunesse, sous le gouvernement de Vichy. Le but était alors d'encadrer les jeunes et de leur apprendre un métier. Il s'appelait alors Centre Charles-Péguy, en l’honneur de l’écrivain français Charles Péguy (1873-1914).
Dès 1945, l'établissement devient un centre d'apprentissage où sont formés des ferronniers, cordonniers, ajusteurs, menuisiers,  électriciens, cuisiniers et maçons. En 1960, les bâtiments sont réaménagés et un plus tard prennent le nom d'Albert Bayet pour devenir un CET (collège d'enseignement technique).
C'est en 1985 que l'établissement devient lycée professionnel. Avec ses différentes formations, le lycée accueille aujourd'hui près de 800 élèves de tout âge.

## Classement du Lycée
En 2015, le lycée se classe  11e sur 17 au niveau départemental quant à la qualité d'enseignement, et 1554e au niveau national. Le classement s'établit sur trois critères : le taux de réussite au bac, la proportion d'élèves de première qui obtient le baccalauréat en ayant fait les deux dernières années de leur scolarité dans l'établissement, et la valeur ajoutée (calculée à partir de l'origine sociale des élèves, de leur âge et de leurs résultats au diplôme national du brevet).